# Тронка (селище)
Тро́нка — селище в Україні, в Нечаянській сільській громаді Миколаївського району Миколаївської області. Населення становить 378 осіб.
Назва села походить від слова «тронка» (дзвіночок, що прив'язують до шиї тварин). У селі є дев'ятирічна школа, магазин та клуб.